# خلر (گیاه)
هلر یا خلر (نام علمی: Lathyrus sativus) نام یک گونه از سرده خلر است که از گیاهان زراعی و علوفه‌ای است که دارای پروتئین فراوان می‌باشد.

## جستارهای وابسه
- کیناکو